# Dermoptera
I Dermotteri (Dermoptera) o Galeopiteci sono un ordine di mammiferi placentati del sud-est asiatico, chiamati comunemente colughi o lemuri volanti.

Nonostante questi animali siano i più abili planatori tra tutti i mammiferi, non sono realmente in grado di volare. Di fatto, il nome "lemuri volanti" in realtà è inappropriato, dal momento che non sono nemmeno veri lemuri.

## Tassonomia
|  | Rodentia   |
|  |            |
|  | Lagomorpha |
|  |            |

|  | Dermoptera                                                     |
|  |                                                                |
|  | \| \| †Plesiadapiformes \| \| \| \| \| \| Primates \| \| \| \| |
|  |                                                                |
|  | †Plesiadapiformes                                              |
|  |                                                                |
|  | Primates                                                       |
|  |                                                                |

|  | †Plesiadapiformes |
|  |                   |
|  | Primates          |
|  |                   |

|  | Dermoptera                                                     |
|  |                                                                |
|  | \| \| †Plesiadapiformes \| \| \| \| \| \| Primates \| \| \| \| |
|  |                                                                |
|  | †Plesiadapiformes                                              |
|  |                                                                |
|  | Primates                                                       |
|  |                                                                |

|  | †Plesiadapiformes |
|  |                   |
|  | Primates          |
|  |                   |

|  | Rodentia   |
|  |            |
|  | Lagomorpha |
|  |            |

|  | Dermoptera                                                     |
|  |                                                                |
|  | \| \| †Plesiadapiformes \| \| \| \| \| \| Primates \| \| \| \| |
|  |                                                                |
|  | †Plesiadapiformes                                              |
|  |                                                                |
|  | Primates                                                       |
|  |                                                                |

|  | †Plesiadapiformes |
|  |                   |
|  | Primates          |
|  |                   |

|  | Dermoptera                                                     |
|  |                                                                |
|  | \| \| †Plesiadapiformes \| \| \| \| \| \| Primates \| \| \| \| |
|  |                                                                |
|  | †Plesiadapiformes                                              |
|  |                                                                |
|  | Primates                                                       |
|  |                                                                |

|  | †Plesiadapiformes |
|  |                   |
|  | Primates          |
|  |                   |

L'ordine comprende un'unica famiglia vivente, i Cinocefalidi, che raggruppa due generi, ciascuno con una sola specie: 
- Cynocephalus
  - Cynocephalus volans - Colugo delle Filippine o Galeopiteco delle Filippine
- Galeopterus
  - Galeopterus variegatus - Colugo della Sonda o Galeopiteco della Malesia

## Descrizione
Questi animali sono relativamente grossi per essere completamente arboricoli: con una lunghezza di 35-40 centimetri e un peso di 1 o 2 chilogrammi, sono comparabili in quanto a dimensioni a un opossum di media taglia o a un grande scoiattolo volante. I colughi possiedono zampe piuttosto allungate di uguale lunghezza, una coda di taglia media e una corporatura abbastanza leggera. La testa è piccola, con grandi occhi posti in avanti per un'eccellente visione binoculare e piccole orecchie tondeggianti.
La loro caratteristica maggiormente distintiva, comunque, è la membrana di pelle che si estende tra le loro zampe posteriori e quelle anteriori, e che consente loro di planare per lunghe distanze tra un albero e l'altro. Di tutti i mammiferi planatori, i colughi sono quelli meglio adattati: la loro membrana, o patagio, è grande quanto può essere geometricamente possibile. Questa membrana parte dalle scapole per arrivare alle "mani", e dalla punta delle dita arriva fino alla punta dei "piedi"; e ancora, dalle zampe posteriori si estende fino alla coda. Contrariamente a ogni altro mammifero planatore, anche gli spazi tra le dita sono ricoperti da una membrana interdigitale per accrescere la superficie totale, come nei pipistrelli.

## Evoluzione
Come si nota nello schema riportato sopra, i dermotteri sembrerebbero essere strettamente imparentati con i primati e con un gruppo di mammiferi estinti, i plesiadapiformi. Le somiglianze si basano principalmente sulla struttura del cranio e su quella degli arti, vagamente simili a quelli dei primati primitivi.
Alcune forme ascritte ai dermotteri sono note per pochi fossili della dentatura e delle mascelle risalenti al Paleocene e all'Eocene inferiore in Nordamerica. In particolare, la famiglia dei plagiomenidi (Plagiomenidae) sembrerebbe essere vicina all'origine dei dermotteri. Animali come Planetetherium e Plagiomene sono spesso ricostruiti con una membrana simile a quella degli attuali galeopiteci, anche se non vi è alcuna prova evidente. Resti simili ritrovati nelle regioni artiche del Canada, appartenenti al genere Ellesmene, dimostrano se non altro che questi animali un tempo abitavano latitudini settentrionali, e che il clima doveva essere decisamente più caldo di quello attuale. Recenti ritrovamenti di crani più completi sembrerebbero però dimostrare che i plagiomenidi possedevano una struttura molto diversa da quella degli attuali galeopiteci, e forse non erano strettamente imparentati.
Fossili di un più probabile antenato dei galeopiteci, Dermotherium, sono stati rinvenuti in strati dell'Eocene superiore (circa 37 milioni di anni fa) in Thailandia, Myanmar e Pakistan. La scoperta di questi resti, per lo più denti e mandibole, è molto importante perché testimonia la grande antichità dei dermotteri in Asia. Ciò dimostrerebbe, inoltre, che la loro attuale distribuzione può essere considerata un "relitto"; la loro estinzione nel subcontinente indiano è probabilmente dovuta agli eventi paleogeografici originatisi dalla collisione tra India ed Eurasia, che portarono forti cambiamenti climatici alla fine dell'Oligocene (circa 25 milioni di anni fa).